# Menzelinsk
Menzelinsk (Russisch: Мензелинск'; Tataars: Минзәлә of Minzälä) is een stad in de Russische autonome republiek Tatarije. De stad ligt aan de rivier de Menzelja (Мензеля) (stroomgebied van de Kama), 292 km ten oosten van Kazan.
Menzelinsk werd gesticht in 1586 en verkreeg de stadsstatus in 1781.
Er is een luchthaven vlak bij Menzelinsk.
| 1897  | 1926  | 1939   | 1959   | 1979   | 1989   | 2002   |
| ----- | ----- | ------ | ------ | ------ | ------ | ------ |
| 7.542 | 7.500 | 10.900 | 11.400 | 16.700 | 15.200 | 16.730 |

Bestuurlijk centrum: Kazan

Agryz · Almetjevsk · Aznakajevo · Bavly · Boegoelma · Boeinsk · Bolgar · Jelaboega · Laisjevo · Leninogorsk · Mamadysj · Mendelejevsk · Menzelinsk · Naberezjnye Tsjelny · Nizjnekamsk · Noerlat · Tetjoesji · Tsjistopol · Zainsk · Zelenodolsk